# هوشاهین‌ریختان
هوشاهین‌ریختان (انگلیسی: Eufalconimorphae) کلادی از پرندگان است دربرگیرنده: گنجشک‌سانان، طوطی، شاهین، کاراکارا و شاهین درختی.